# 장하오 (피겨스케이팅 선수)
장하오(중국어 간체자: 张昊, 정체자: 張昊, 병음: Zhāng Hào, 1984년 7월 6일~)은 중화인민공화국의 남자 피겨스케이팅 선수이다. 헤이룽장성 하얼빈 출신이며, 1997년부터 장단과 함께 짝을 지어 페어로 활동하고 있다. 장하오와 장단 조는 2001년 세계 주니어 선수권에서 우승하였고, 2002년 동계 올림픽에 출전하여 11위에 올랐다. 2004년 이후 성인 무대에서 세계 정상권을 유지하고 있으며, 2006년 동계 올림픽에서 은메달을 획득했다. 중국에서 선쉐-자오훙보 조의 뒤를 잇는 유망주로 큰 기대를 모았다. 2008년, 2009년 세계 선수권 대회에서 2위를 했으며, 2010년 동계 올림픽에서 5위를 기록했다.